# Emil Radu Moldovan
Emil Radu Moldovan (n. 17 septembrie 1968, satul Chintelnic, județul Bistrița Năsăud) este un politician român, Președinte al Consiliului Județean Bistrița-Năsăud, fost membru al Parlamentului României, ales pe listele PSD.    
La data de 10 iunie 2012, Emil Radu Moldovan a fost ales în funcția de Președinte al Consiliului Județean Bistrița Năsăud, în locul lui Liviu Rusu (PDL).  
Este cercetat de DNA CLUJ, penal pentru mai multe cauze precum fals în acte, fals în declarații,  luare de mită,   
sursă: https://gazetadecluj.ro/presedintele-cj-bn-radu-moldovan-din-nou-acuzat-de-fals-in-declaratii/ https://ziardebistrita.ro/radu-moldovan-cercetat-la-dna-cluj-dosar-pe-decontari-suspecte-la-drumul-ilva-mica-magura-ilvei-consiliul-judetean-a-reziliat-contractul-si-a-reluat-licitatia-iar-acum-mis-grup-e-n-carti-sa-cas/
În curs de editare.